# The very best of The Doors
The very best of The Doors is een verzamelalbum ter gelegenheid van de 40ste verjaardag van The Doors in 2007 waarvan twee versies uitkwamen: een single-album en een dubbelalbum.

## Tracklist (single-album)
1. Break On Through (To the Other Side) (2:27)
2. Light My Fire (7:00)
3. Love Me Two Times (3:15)
4. Hello, I Love You (2:40)
5. People Are Strange (2:11)
6. Strange Days (3:09)
7. Riders on the Storm (7:08)
8. L.A. Woman (7:59)
9. Touch Me (3:12)
10. Roadhouse blues (4:08)
11. Peace Frog (2:51)
12. Love Street (2:56)
13. The Crystal Ship (2:32)
14. Soul Kitchen (3:32)
15. Love Her Madly (3:39)
16. Backdoor Man (3:34)
17. Alabama Song (3:17)
18. Moonlight Drive (3:05)
19. Unknown Soldier (3:26)
20. The End (6:28)

## Tracklist (dubbelalbum)
Disc 1
1. Break On Through (To the Other Side) (2:27)
2. Strange Days (3:09)
3. Alabama Song (3:17)
4. Love Me Two Times (3:15)
5. Light My Fire (7:00)
6. Spanish Caravan (3:02)
7. Crystal Ship (2:32)
8. Unknown Soldier (3:26)
9. The End (11:41)
10. People Are Strange (2:11)
11. Backdoor Man (3:34)
12. Moonlight Drive (3:05)
13. End of the Night (2:50)
14. Five to One (4:33)
15. When the Music's Over (11:08)

Disc 2
1. Bird of Prey (1:03)
2. Love Her Madly (3:39)
3. Riders on the Storm (7:08)
4. Orange County Suite (5:44)
5. Runnin' Blue (2:29)
6. Hello, I Love You (2:49)
7. The Wasp (Texas Radio And The Big Beat) (4:16)
8. Stoned Immaculate (1:33)
9. Soul Kitchen (3:32)
10. Peace Frog (2:51)
11. L.A. Woman (7:59)
12. Waiting for the Sun (4:02)
13. Touch Me (3:12)
14. The Changeling (4:24)
15. Wishful Sinful (3:00)
16. Love Street (2:56)
17. Ghost Song (2:51)
18. Whiskey, Mystics and Men (2:27)
19. Roadhouse Blues (4:08)